# Путивськ
Пути́вськ — село в Україні, у Новгород-Сіверській міській громаді Новгород-Сіверського району Чернігівської області. Населення становить 73 осіб. До 2018 орган місцевого самоврядування — Горбівська сільська рада.
На південь від села розташований Путивський заказник, на східній околиці села - Путивський крейдяний кар’єр .

## Історія
12 червня 2020 року, відповідно до розпорядження Кабінету Міністрів України № 730-р «Про визначення адміністративних центрів та затвердження територій територіальних громад Чернігівської області», увійшло до складу Новгород-Сіверської міської громади.
19 липня 2020 року, в результаті адміністративно - територіальної реформи та ліквідації колишнього Новгород-Сіверського району, село увійшло до новоствореного Новгород-Сіверського району Чернігівської області.

## Населення

### Мова
Розподіл населення за рідною мовою за даними перепису 2001 року:
| Мова       | Кількість | Відсоток |
| ---------- | --------- | -------- |
| українська | 54        | 73.97%   |
| російська  | 19        | 26.03%   |
| Усього     | 73        | 100%     |

## Галерея

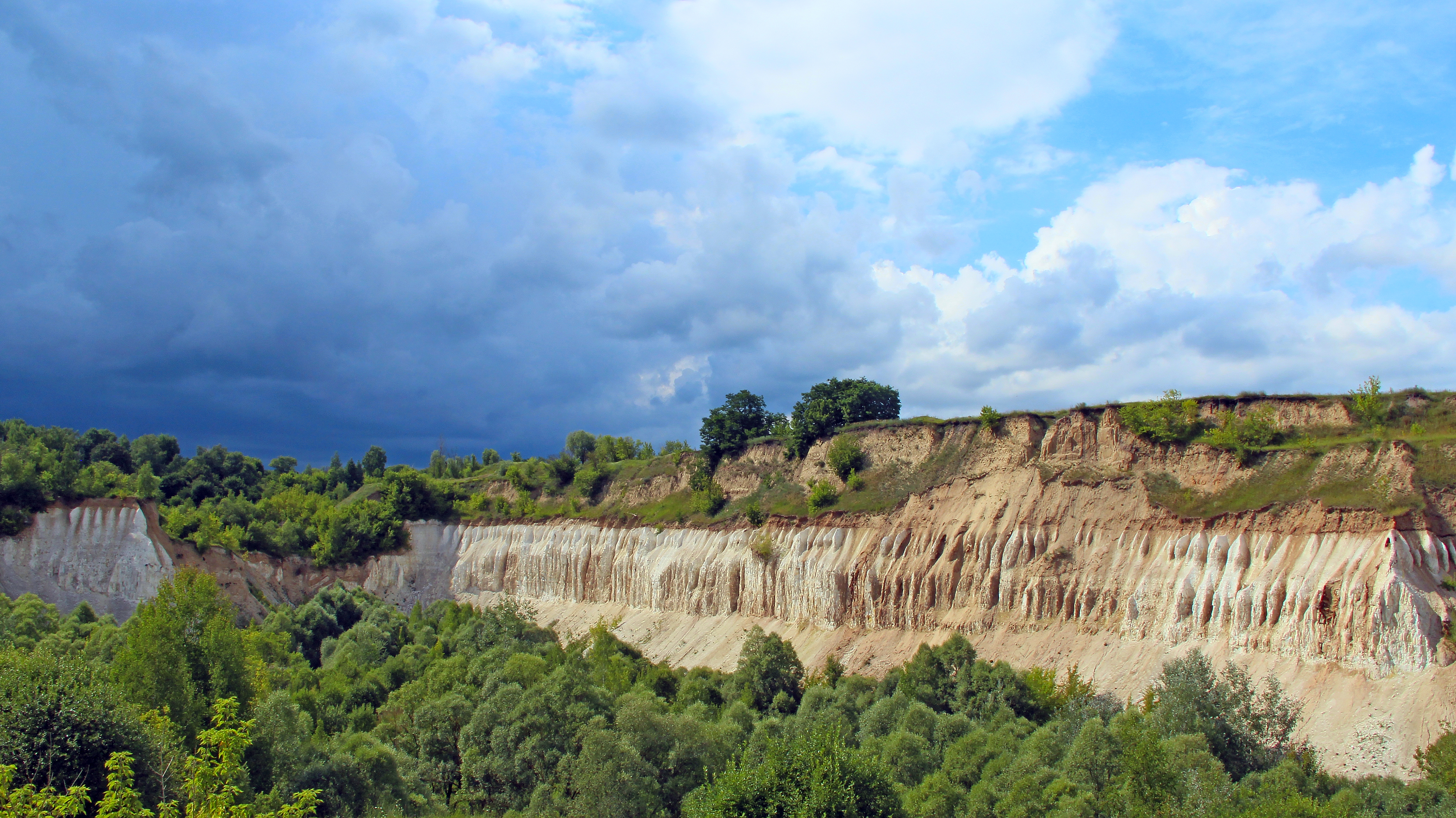
с.Путивськ. Крейдяний кар’єр